# Stars (manga)
St&rs (ST&RS -スターズ- Sutāzu?) es un manga japonés escrito por Takeuchi Ryousuke e ilustrado por Miyokawa Masaru. La serie sigue a Maho Shirafune en su intento de convertirse en astronauta.
St&rs ha sido serializada en la revista japonesa Weekly Shonen Jump, publicada por Shueisha desde junio de 2011 hasta abril de 2012. Hasta septiembre de 2012, Shueisha ha recopilado sus capítulos en cinco volúmenes tankōbon. 

## Argumento
El 10 de agosto de 2019, la Tierra recibe una señal, la cual fue confirmada por cientos de científicos diferentes que fue enviada por una forma de vida alienígena. El mensaje: "Reunámonos en Marte el 7 de julio de 2035". Con esto, se formó una agencia espacial que representa a toda la Tierra, llamada ST&RS. A partir de ahí, se produjeron rápidamente numerosos eventos diferentes, como el re-aterrizaje del ser humano en la Luna en 2022 y la construcción de numerosas nuevas estaciones espaciales. Más tarde, se fundó la Academia Espacial como una manera de formar a las generaciones venideras de ST&RS.
Además el 10 de agosto de 2019, el mismo día que la Tierra recibe el mensaje de la forma de vida alienígena, un joven llamado Shirafune Maho pronunció su primera palabra, y la palabra era "Marte". A partir de ese momento, Maho ha estado obsesionado con la astronomía, y lo único que tiene en su mente es el universo. Decide a una edad muy temprana que se alistará en la Academia Espacial para entrenar y poder convertirse en astronauta, junto con su amiga de la infancia, Meguru Hishihara, y un estudiante transferido y superdotado, Amachi Wataru. El nuevo trío consiguió comenzar un viaje que parecía imposible, ser aceptados en una academia donde todos los solicitantes sólo tienen un 1% de probabilidades de ser aceptados en la Academia Espacial.

## Personajes
Maho Shirafune
Maho Shirafune es el protagonista principal de la serie. Es un chico de 15 años que aspira a estar en la Academia Espacial para poder llegar a Marte en 2035. A pesar de que puede ser muy terco, también es muy astuto e inteligente. Es conocido por saber todo lo que hay que saber sobre el espacio. Es capaz de aproximar la ubicación correcta de los planetas, junto con sus respectivas distancias con el sol y con los demás, y puede casi instintivamente saber si está apagado o inexacto. Es de buen corazón, y siempre está con quien lo necesita. Maho también es buen amigo de sus amigos, haciendo de él un compañero muy bueno. Es interesante destacar que su primera palabra fue Marte. Él es un buen amigo de Meguru Hishihara y Amachi Wataru.
Uno de sus rasgos peculiares es su notable sentido de la percepción de la distancia y sus habilidades de procesamiento tridimensional, denominada "Capacidad Dimensional". Él puede lanzar e intriducir con precisión una botella en una estrecha abertura de un contenedor de reciclaje desde una distancia considerable, y volver a crear un modelo de la nave espacial Apolo con los ojos vendados después de seguir unas pocas instrucciones/analogías que le leen sus amigos.
Meguru Hoshihara
Meguru Hoshihara es otro de los personajes principales de la historia. Es amiga de la infancia de Maho, nacieron en el mismo hospital, aunque con un día de diferencia. A pesar de que tiende a actuar más como su "guardián" de vez en cuando, ella alberga un afecto secreto por Maho. Originalmente, Meguru no quería ser astronauta. Su sueño original era obtener una medalla de oro de voleibol en los Juegos Olímpicos. Es también un poco responsable de que Maho llegará a su meta.
De los tres de ellos (Maho, Meguru, y Wataru), Meguru parece ser la que está más en forma, después de haber pasado por el "campamento de la muerte de voleibol". Pocos personajes sienten curiosidad en cuanto a qué es exactamente lo que sucedió durante aquel campamento. Sin embargo, de los tres, ella es la que menos sabe sobre el espacio.
Wataru Amachi
Wataru Amachi es el tercer personaje principal. Él acaba de ser transferido desde Tokio a la escuela de Maho y Meguru una semana antes de la reunión de información para la Academia Espacial. Maho siente que Wataru es su alma gemela, ya que ambos están interesados en el espacio. Cuando era más joven, quería ser médico, como su padre, hasta que conoció a uno de los colegas de su padre, quien era un médico astronauta. Eso hizo que comenzaran sus sueños de convertirse en un astronauta, al mismo tiempo de convertirse en médico. También parece ser muy popular entre las mujeres.
Wataru, contrastando con sus amigos, es calmado, equilibrando el grupo. Además, Wataru es un genio, a menudo proporciona datos útiles e información.

## Manga
St&rs ha sido serializada en la revista japonesa Weekly Shonen Jump, publicada por Shueisha desde junio de 2011 hasta abril de 2012. Hasta septiembre de 2012, Shueisha ha recopilado sus capítulos en cinco volúmenes tankōbon.
- Datos: Q2838502